# Marbre de Paros
Ne doit pas être confondu avec Chronique de Paros.

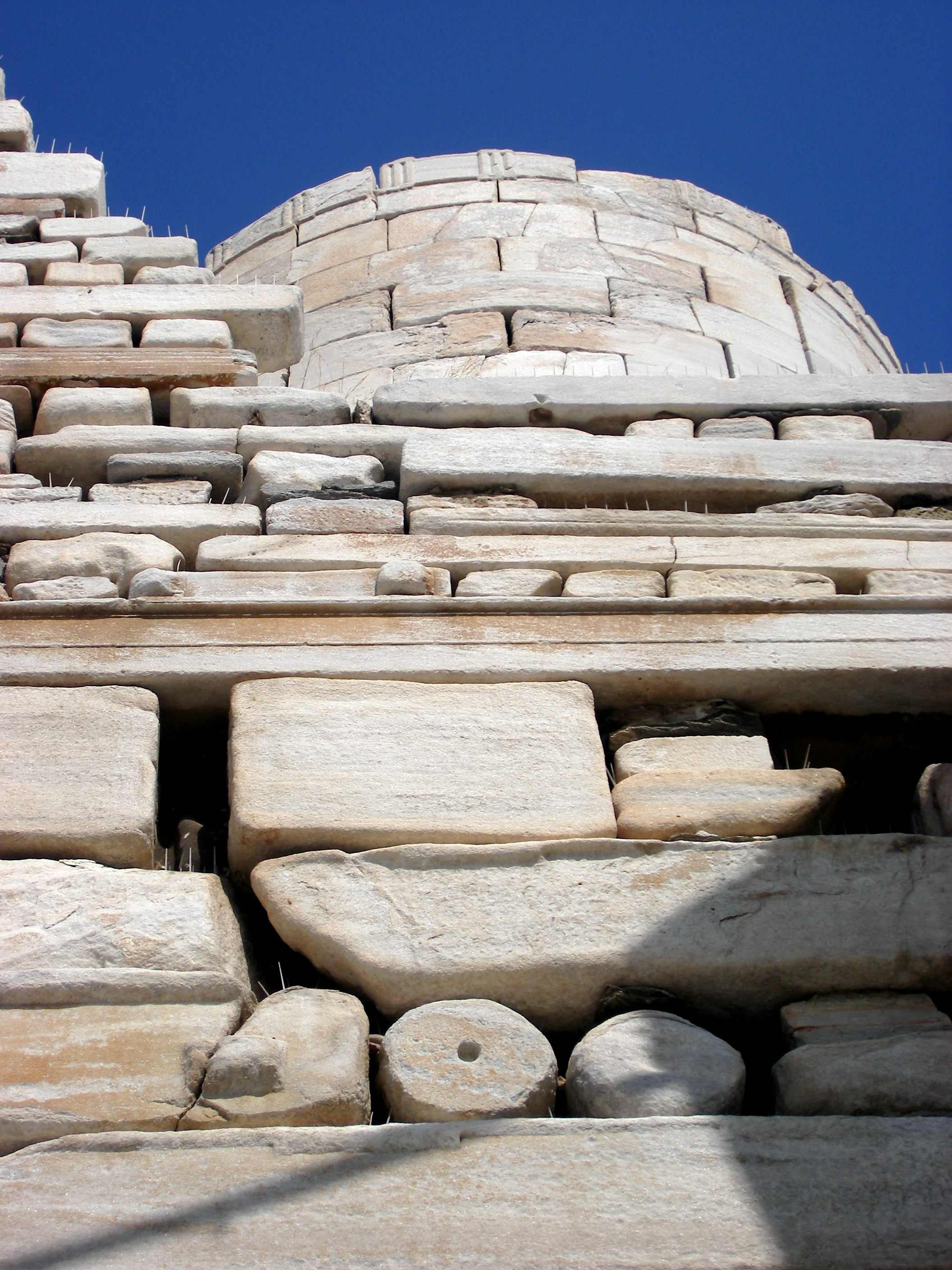
Forteresse vénitienne de Parikiá, sur l'île de Paros.

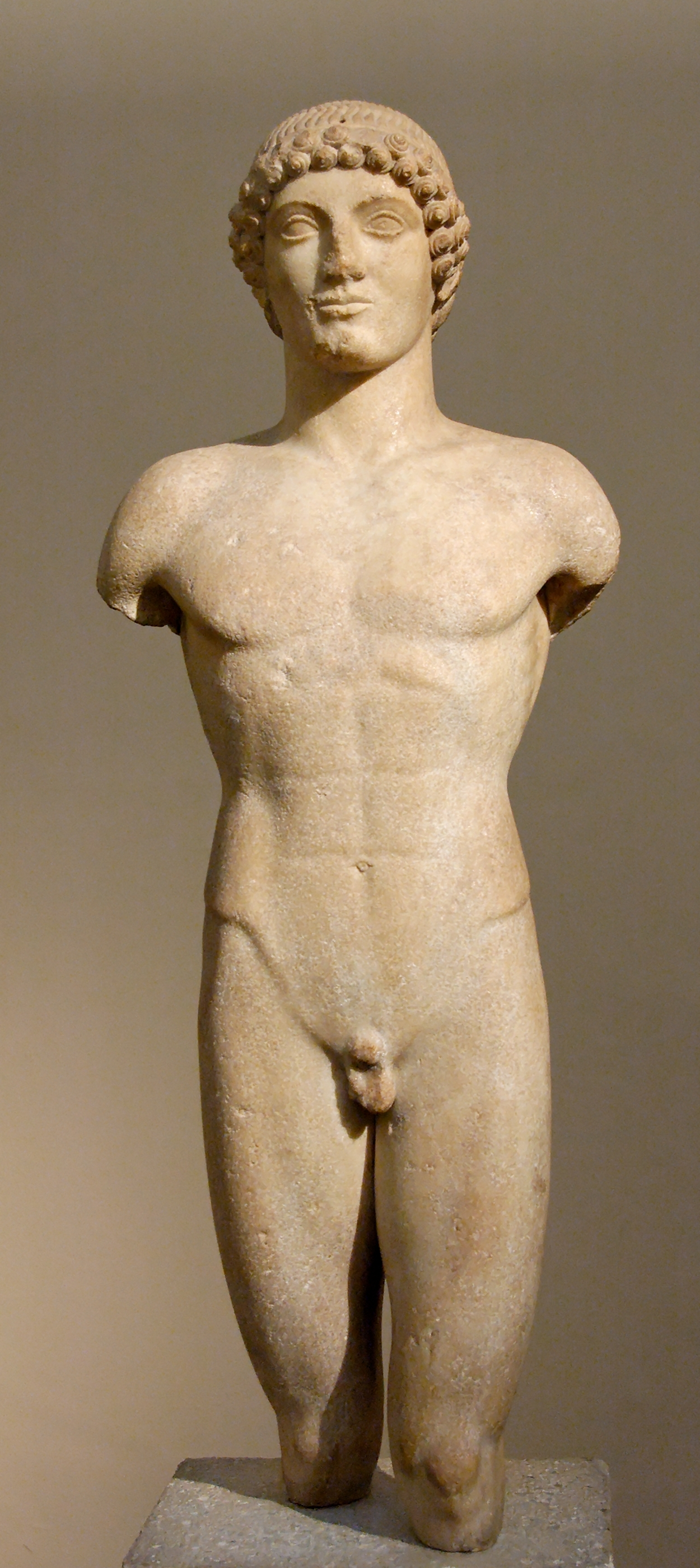
Apollon Strangford, sculpture en marbre de Paros.

Le marbre de Paros est un marbre de grain très fin, d'un blanc très pur et d'une grande transparence (jusqu'à 3,5 millimètres d'épaisseur), extrait des carrières de l'île grecque de Páros dans les Cyclades.

## Historique
D'une très grande renommée, ce marbre fut utilisé par les plus grands sculpteurs de l'Antiquité. De nombreuses œuvres antiques considérées comme des chefs-d'œuvre sont en marbre de Paros comme la Victoire de Paionios (Ve siècle av. J.-C.), la tête Despinis (IVe siècle av. J.-C.) et la Vénus de Milo (Ier siècle av. J.-C.).
Les carrières de marbre sur Paros connurent leur apogée au VIe siècle av. J.-C.. Elles furent à nouveau exploitées un temps au XIXe siècle et fournirent le marbre pour le tombeau de Napoléon. Cependant, la veine disponible ne permettait pas d'extraire de très gros blocs de marbre, empêchant la réalisation de statues de grande taille. De plus, le transport depuis l'île en augmentait considérablement le prix.

## Géologie
Paros, comme sa voisine Naxos, fait partie d'un ensemble plus vaste, « attico-cycladique », englobant l'Attique, le sud de l'Eubée et les Cyclades. Il est constitué de roches cristallines et métamorphiques formées il y a 40 à 45 millions d'années, à l'Éocène moyen à une profondeur de 40 à 45 km. Durant l'Oligocène et la formation des Alpes, ces roches, ainsi que du magma granitique, remontèrent à la surface, il y a environ 25 millions d'années. Il y a 17 millions d'années, une remontée de granodiorite eut lieu. L'île est donc principalement granitique, avec d'importantes inclusions de calcaire transformé en marbre,,.